# Репино (платформа)
Ре́пино — железнодорожная платформа Октябрьской железной дороги на участке Санкт-Петербург — Выборг между платформами Солнечное и Комарово. Расположена в одноимённом посёлке Курортного района Санкт-Петербурга.
На платформе останавливается большинство электропоездов, следующих от Финляндского вокзала Санкт-Петербурга в сторону Выборга. Электропоезда-экспрессы на платформе не останавливаются.
Кассовый павильон однотипен павильонам на соседних платформах Комарово и Солнечное.

## История
В 1889 году в Куоккале была построена платформа, которая превратилась в станцию в 1897 году. По названию деревни была названа и станция. 1 октября 1948 года станция была переименована одновременно с посёлком.